# 鼠头鸭脖事件
2023年6月1日，一名江西工業職業技術學院學生於該校位於中國江西省南昌市的食堂用餐時，尋到形似嚙齒類動物頭部的物體，當其拍攝影片公佈于互聯網后，引起輿論爭議。涉事校方初時堅稱此物為鴨脖，食品管理局也佐證校方説法，當事學生也出面“澄清”；輿論則普遍認為此物明顯為鼠頭，質疑校方與食品管理部門施壓當事學生，並戲稱該事件為「鼠頭鴨脖」和「指鼠為鴨」。江西省政府在社會輿論的壓力下，責成相關部門重啟調查組，并在經過調查後于6月17日正式宣佈此物為老鼠類嚙齒動物頭部，而非鴨脖。

## 事件
江西工業職業技術學院一名男性學生於6月1日在该校由中快餐饮经营的食堂用食時，察覺飯菜中疑混有鼠類頭部，遂拿此物同食堂員工對峙。該名學生以此物有鼻、眼、毛髮、牙齒為由，指稱其為鼠頭，後者則堅稱此物為鴨脖。有關此事的影片在中國大陸互聯網社群平臺流傳，導致社會輿論發酵。據稱，該校在2021年亦被指出食堂清潔間出現老鼠。校方則于6月3日晚間新浪微博賬號聲明“已聯絡當事人確認此物為鴨脖”而非老鼠頭部，屬於“正常食物”，學生反映内容與事實不符。當事學生亦發表書面聲明，“澄清”影片内容。校方聲明也提及食品監察管理局有前往學校調查，由高新区市场监督管理局昌东分局局长江协学等部門人員通过查看图片比对，初步判定此物是鸭脖。
在聲明發佈后，校方新媒體中心主任被指在社交媒體群組中要求學生按照範本去留言區支持校方；輿論隨之批評校方行徑，認為調查不妥，質疑校方與市場監管局有特殊關係、施壓當事學生以及營造有利輿論，是為當代版“指鹿為馬”，稱其“指鼠為鴨”。在批評校方的同時，“鼠頭鴨脖”也成為一個網絡迷因，有不少關於此概念的創作，亦使校方及當地政府公信力遭疑。新京報則引述鼠類動物專家觀點，若圖片沒有作假，則有百分之八十的可能是小鼠頭部。
江西省政府責成教育廳、公安廳、國資委和市場監督管理局在6月10日成立聯合調查組，在經過數天的調查後，發佈最終聲明：通過影像交叉比對、驗證，斷定當事學生發現的異物為一隻“老鼠類嚙齒動物頭部”。官方在公佈結果後，其對當事校方、有關企業施以最严厉處罰；同時該院校多間食堂受到影響關閉。此事件啟發部分玩具廠商靈感，如有玩具创造者以“让公众加大对食品安全的关心”為由，製造鼠头鸭身式样玩具發行，但后遭網絡購物平臺下架。事件期间，绝味鸭脖公司股价持续下跌，可能受到影响。

## 評論
《人民日报》海外版欄目作者“俠客岛”在結案后戲稱鴨脖“沉冤得雪”，同時批評校方及相關部門此前的公關處理是“徒增笑柄，侮辱智商，得不償失”。《環球時報》總編胡錫進初始表示他看原影片確實覺得該異物形似老鼠頭，但他表示“不排除有失真可能”，認為“市監局經專門檢測機構試檢，給出的『鴨脖』結論理應更加準確”；當調查組公佈結果聲明後，他則表示“的確值得反思與警醒”。人民網撰稿人岳谭稱該事件之事由值得思索。
《香港01》撰稿者應濯則認為相比徐州鐵鏈女事件，此事為小，卻能引起“省級調查”是地方治理機構陷入“塔西佗陷阱”的危險信號。上報自由評論者卓然指出官方如此“興師動衆”是中國大陸社會矛盾達到臨界點，使習近平政府坐立難安之體現。維權律師陳光誠認為“指鼠為鴨”要比秦代的“指鹿為馬”更加惡劣，後者有殘酷的政治鬥爭背景，而前者不至於威脅政權，卻仍然發生。

## 後續
此事件发生后，涉事企業“深圳中快餐饮集团有限公司”再以全资控股模式，成立峡禾餐饮管理有限公司。法定代表人仍为原朱姓人士。后有輿論批評，該公司在食品安全問題發生後卻「毫髮未傷」，為「中國餐飲的悲哀」。认为涉事企業是換“馬甲”營業，敦促政府應追究到底。之后，有商家申请「鼠头鸭」商标，被国家知识产权局以该标志易使公众与“江西工职院‘6.1’食品安全事件”相联系，用作商标易产生不良影响为由，驳回申请，并对商标代理机构进行了处罚。
2023年10月10日，华北理工大学学生在食堂饭菜中吃出疑似鼠头的东西，店家声称是牛肉，华北理工大学当天发布公告承认发生食品卫生问题，并解除了与宁波市江徽美食餐饮有限公司的学生食堂委托经营合同。2023年10月23日，中国国务院食品安全委员会办公室针对华北理工大学、江西工业职业技术学院发生的食品安全事件约谈河北唐山、江西南昌两地政府主要负责人，指出此事件暴露了南昌市食品安全属地管理责任弱化、涉事学校主体责任悬空、主管部门行业管理责任缺位、监督管理责任落而不实、应急处置工作失当等问题，要求南昌市全面落实属地管理责任，举一反三抓好全面整改，压紧压实各方责任。
11月，該校党委书记姚小英、校长刘华等校领导去职；杨丹青任江西工职院党委书记，陈头喜、曾峰均所任校党委委员、副校长，校长一职空缺。另据国家企业信用信息公示系统披露，涉事企业江西中快后勤服务有限公司被处以罰金十万元，没收违法所得1325.5元，三名责任人分别被处以2022年收入的10倍、9倍、8倍罚款，共计706万元。
2025年7月，有媒体发现江西中快后勤服务有限公司发布了注销备案公告，公告期为2025年6月30日至2025年8月14日，注销原因为决议解散。